# Zelotes murphyorum
Zelotes murphyorum FitzPatrick, 2007 è un ragno appartenente alla famiglia Gnaphosidae.

## Etimologia
Il nome della specie è in onore dei raccoglitori degli esemplari nel settembre 1984: i coniugi John Murphy e Frances Murphy; e dal suffisso in latino -orum, che sta ad indicarne il genitivo plurale, cioè che la specie è dedicata a più di una persona.

## Caratteristiche
Questa specie appartiene al ibayensis group, le cui peculiarità sono: i maschi hanno l'apofisi terminale arrotondata e una base embolare ampia e ben visibile retrolateralmente. le femmine hanno i margini della piastra dell'epigino arrotondati. I dotti mediani sono piccoli, collegati fra loro nella parte mediana e sclerotizzati posteriormente..
L'olotipo femminile rinvenuto ha lunghezza totale è di 6,66mm; la lunghezza del cefalotorace è di 2,50mm; e la larghezza è di 1,83mm.

## Distribuzione
La specie è stata reperita nel Kenya meridionale: l'olotipo femminile è stato rinvenuto nei pressi di Watamu, cittadina appartenente al distretto di Malindi.

## Tassonomia
Al 2016 non sono note sottospecie e dal 2007 non sono stati esaminati nuovi esemplari.